# Funkcija verjetnosti
Funkcija verjetnosti (oznaka pmf iz probability mass function) je v teoriji verjetnosti funkcija, ki daje verjetnost, da ima diskretna slučajna spremenljivka točno določeno vrednost. Označuje se jo z {\displaystyle \mathbf {f(x)} }.
Od funkcije gostote verjetnosti, ki se uporablja za opis porazdelitve verjetnosti zveznih spremenljivk, se razlikuje v tem, da funkcija gostote verjetnosti ne predstavlja prave verjetnosti. Funkcija verjetnosti pa določa verjetnost, da v poskusu slučajna spremenljivka zavzame točno določeno vrednost. Funkcija gostote verjetnosti je definirana samo za zvezne slučajne spremenljivke. V resnici se šele s pomočjo integrala funkcije gostote verjetnosti v določenem območju lahko dobi verjetnost, da spremenljivka pade v to območje vrednosti. 
Če se predpostavi, da je X: S → R diskretna slučajna spremenljivka, ki je določena v S, potem je funkcija verjetnosti fX : R → [0, 1] za spremenljivko X določena kot:
{\displaystyle f_{X}(x)=\Pr(X=x)=\Pr(\{s\in S:X(s)=x\})\!\,,}
kjer se je s
{\displaystyle \Pr(X=x)} označila verjetnost, da slučajna spremenljivka X zavzame vrednost x.
Velja tudi:
- {\displaystyle p_{X}(x_{i})\geqslant 0,\;\forall i\in \mathbb {N} }.
- {\displaystyle \sum \limits _{i=1}^{\infty }p_{X}(x_{i})=1}

## Zgled
V zgledu meta kovanca sta možna dva izida poskusa: številka (0) ali glava (1). To se lahko zapiše kot funkcijo verjetnosti:
{\displaystyle f(x)={\begin{cases}{\frac {1}{2}},&x\in \{0,1\}\\0,&x\notin \{0,1\}.\end{cases}}\!\,}